# Juan José Pérez Cañestro
Juan José Pérez Cañestro (Coria del Río, provincia de Sevilla, 15 de agosto de 1954) es un exfutbolista español que se desempeñaba como defensa.

## Clubes
| Club              | País   | Año       |
| ----------------- | ------ | --------- |
| Sevilla F. C.     | España | 1973-1981 |
| Xerez C. D.       | España | 1981-1982 |
| R. C. D. Mallorca | España | 1982-1983 |
| Granada C. F.     | España | 1983-1984 |
| C. D. Antequerano | España | 1984-1985 |